# Tapinocyba ligurica
Tapinocyba ligurica là một loài nhện trong họ Linyphiidae.
Loài này thuộc chi Tapinocyba. Tapinocyba ligurica được Konrad Thaler miêu tả năm 1976.